# Örnberget, Aspudden

Örnberget är en park och ett berg som ligger mellan Vinterviken och Hägerstenshamnen i  södra Stockholm. Från det 31 meter höga Örnberget har man en vidsträckt utsikt över Östra Mälaren.

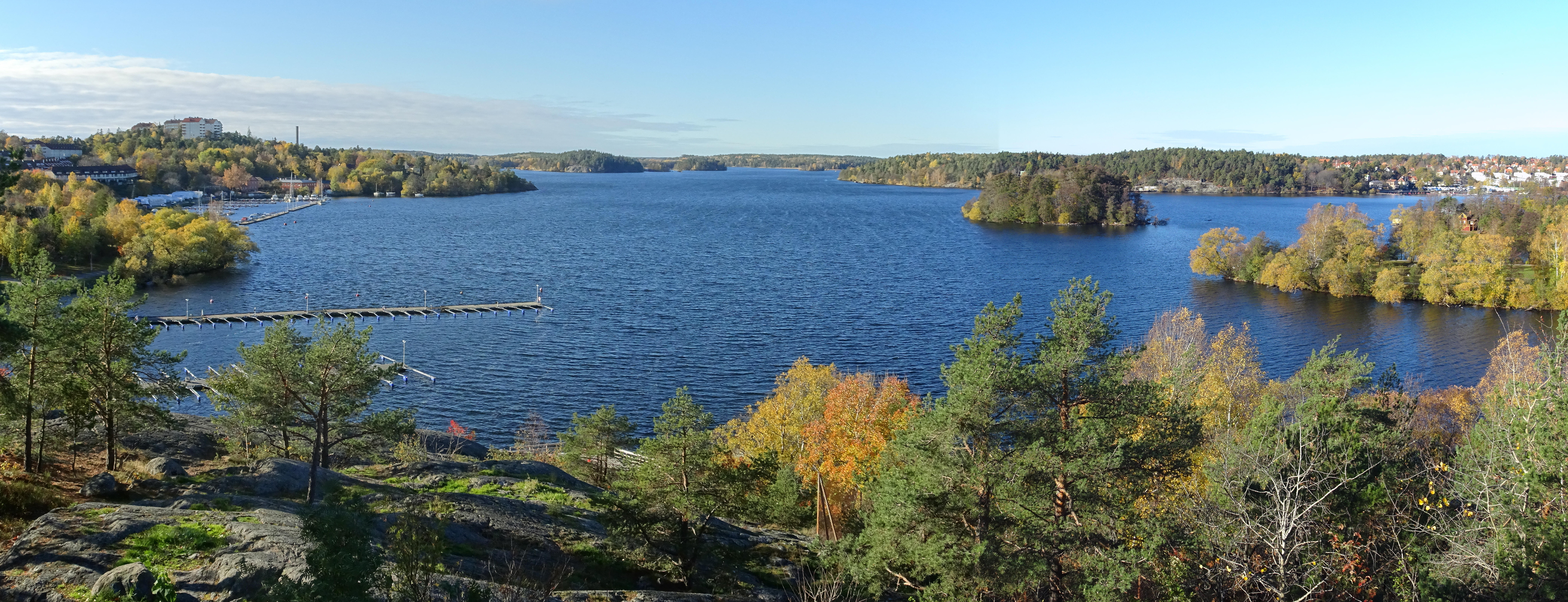
Utsikt från Örnberget över Mälaren mot väster, oktober 2018. Till vänster ligger Hägerstenshamnen och till höger syns ön Rotholmen och en del av Lindholmen.

## Namnet
Namnet Örnberget är inspirerat av området Örnsberg som i sin tur är uppkallat efter ett torp med samma namn som låg under Aspudden. Torpet fick dock sitt namn inte efter det intilliggande berget utan efter sin första ägare Nils Öhrn som ägde stället efter 1740.

## Berget

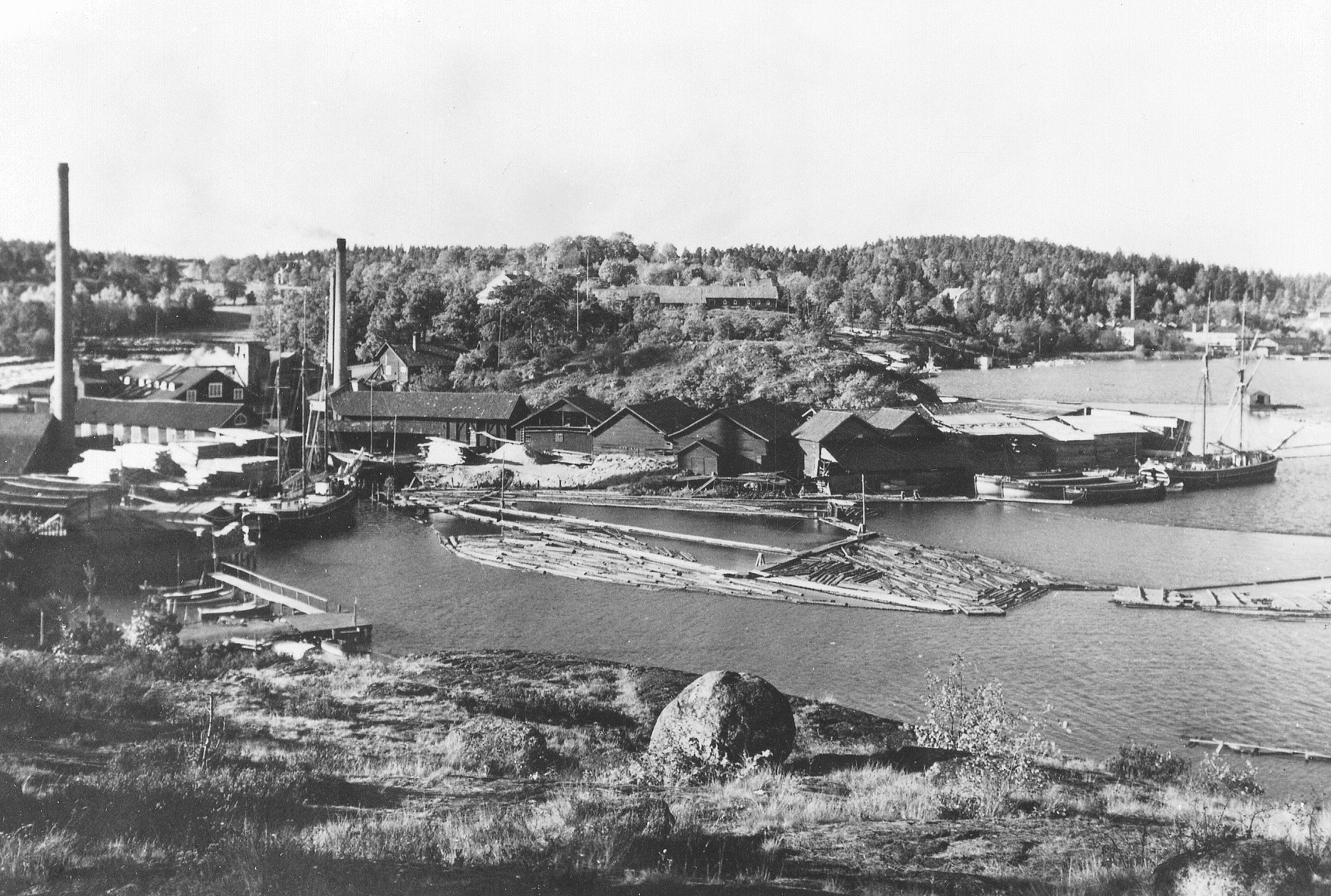
Utsikt från Örnberget 1923.

Örnberget är den västligaste delen av en bergsrygg som sträcker sig i ost-västlig riktning mellan sjön Trekanten och Mälaren. Delar av det ursprungligen omkring 40 meter höga berget bebyggdes i början av 1980-talet med flera punkthus. Örnbergets västra och norra sluttning ner mot Mälaren är i detaljplanen utlagd som park och här har berget en höjd på 31 meter över Mälarens vatten. Över berget sträcker sig en promenadväg med utsiktsplatser samt bänkar och bord. 
Runt klipporna vid bergets fot ovanför Mälaren går en brygga som förbinder Hägerstenshamnen med Vintervikens historiska bebyggelse vilken härrör från Alfred Nobels industriella verksamhet där. Nedanför bergets norra sluttning existerar fortfarande Nobelfabrikens provsprängningsplatser (fornminne RAÄ-nummer Brännkyrka 258:1).
Vid Hägerstenshamnens sida ligger sedan 1921 Örnsbergs båtklubb med klubbhus från 1950-talet, småbåtshamn och uppläggningsplatser. Under våren 2018 breddades bryggan och Örnbergsbadet anlades av staden. Det är ett kommunalt klippbad med en flytbrygga som tillkom genom ett medborgarförslag. Örnbergsbadet är ett av tre kommunala bad i det som var Hägersten-Liljeholmens stadsdelsområde. De båda andra är Trekantsbadet och Ormbergets klippbad.

## Bilder

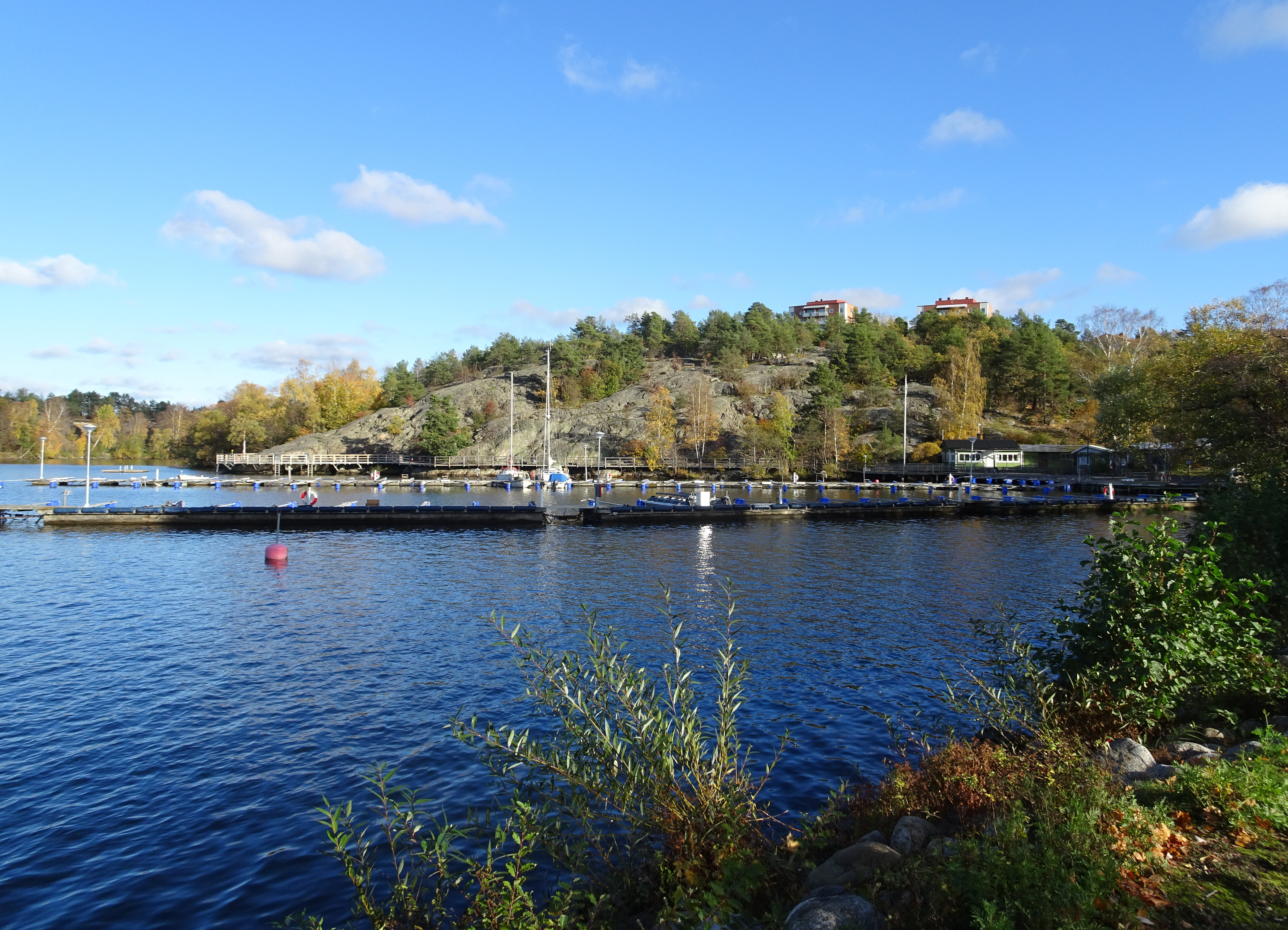
Örnberget sett från Hägerstenshamnen.
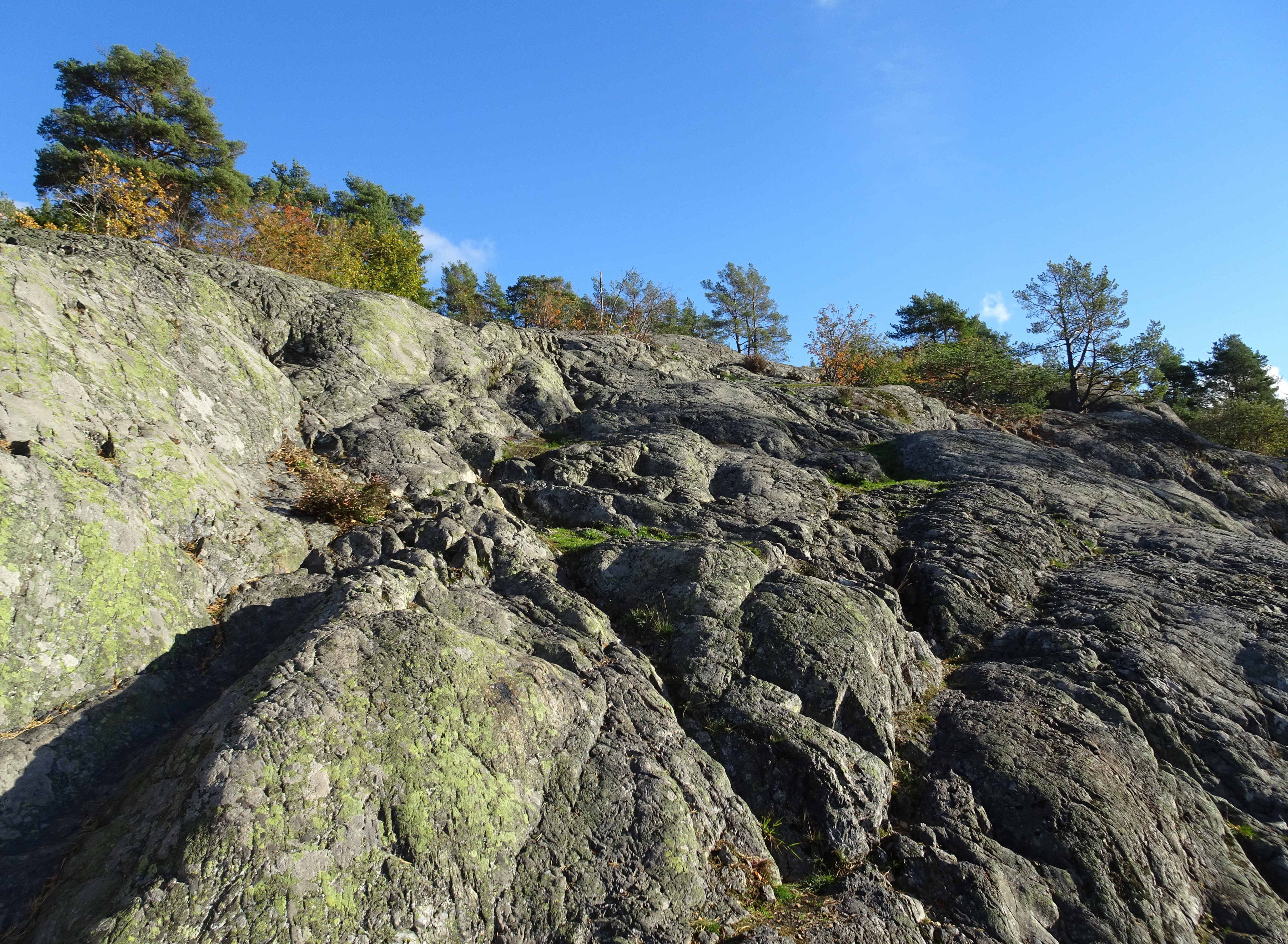
Västra sluttningen.
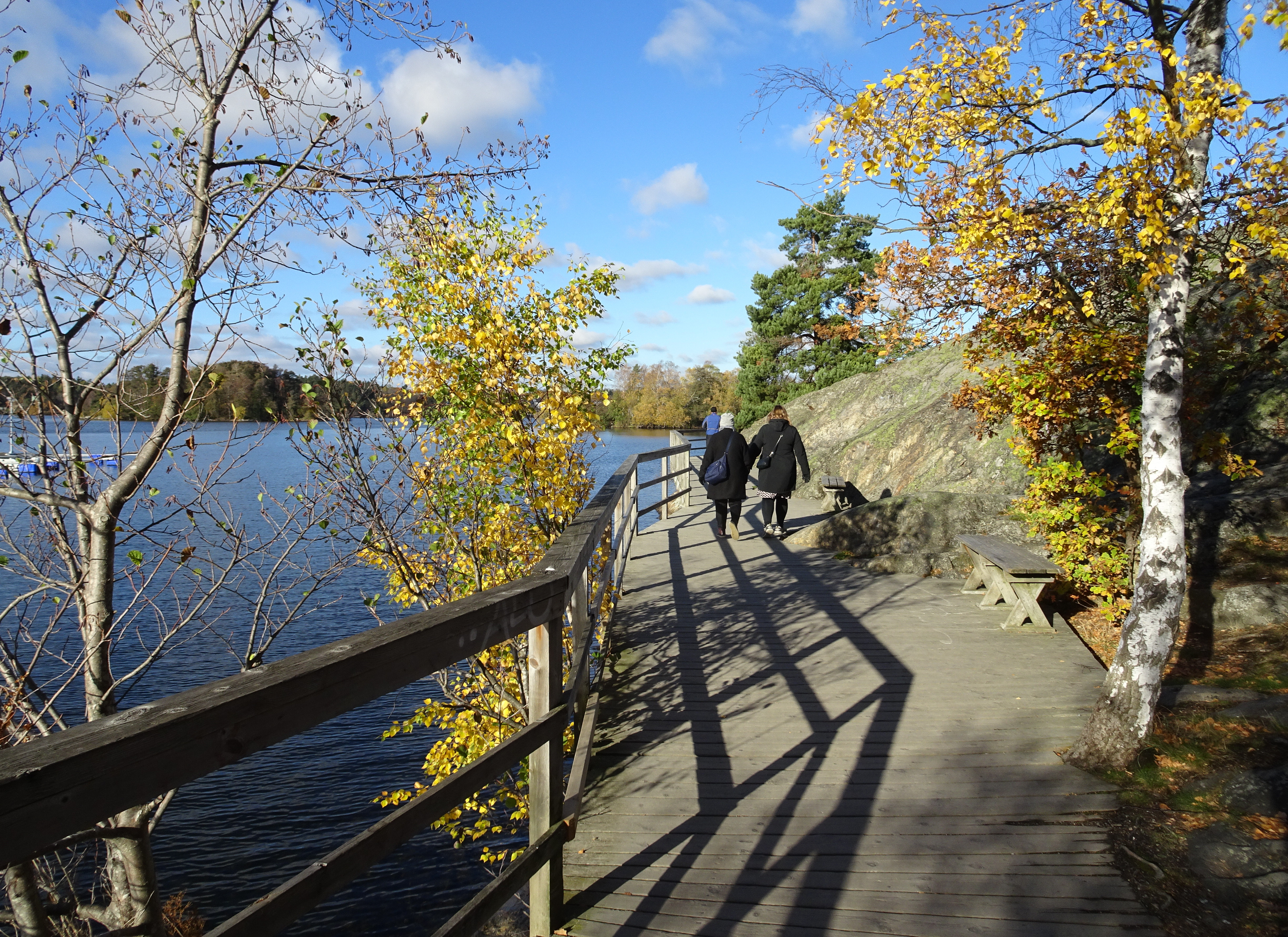
Promenadbryggan.
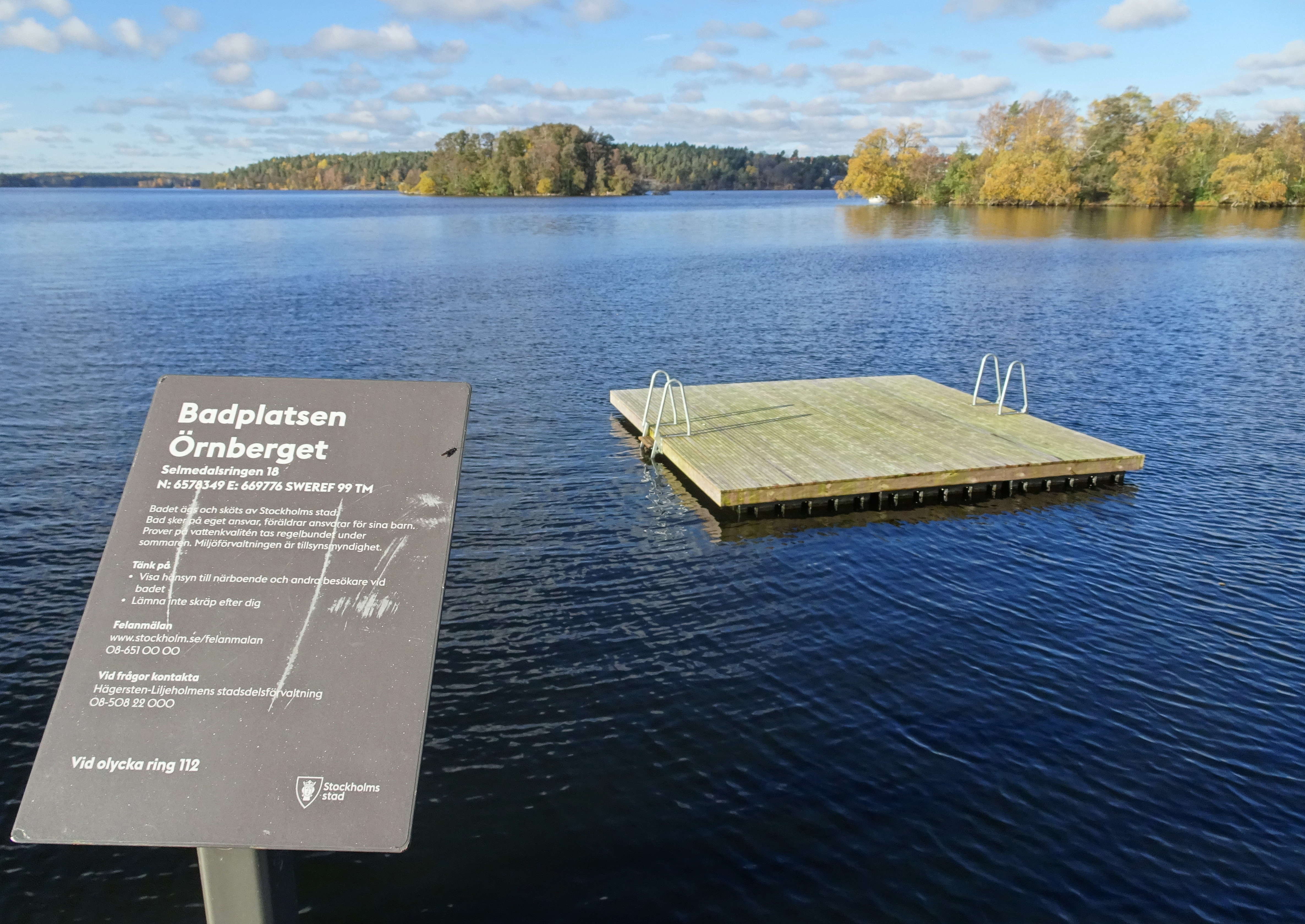
Örnbergsbadet.
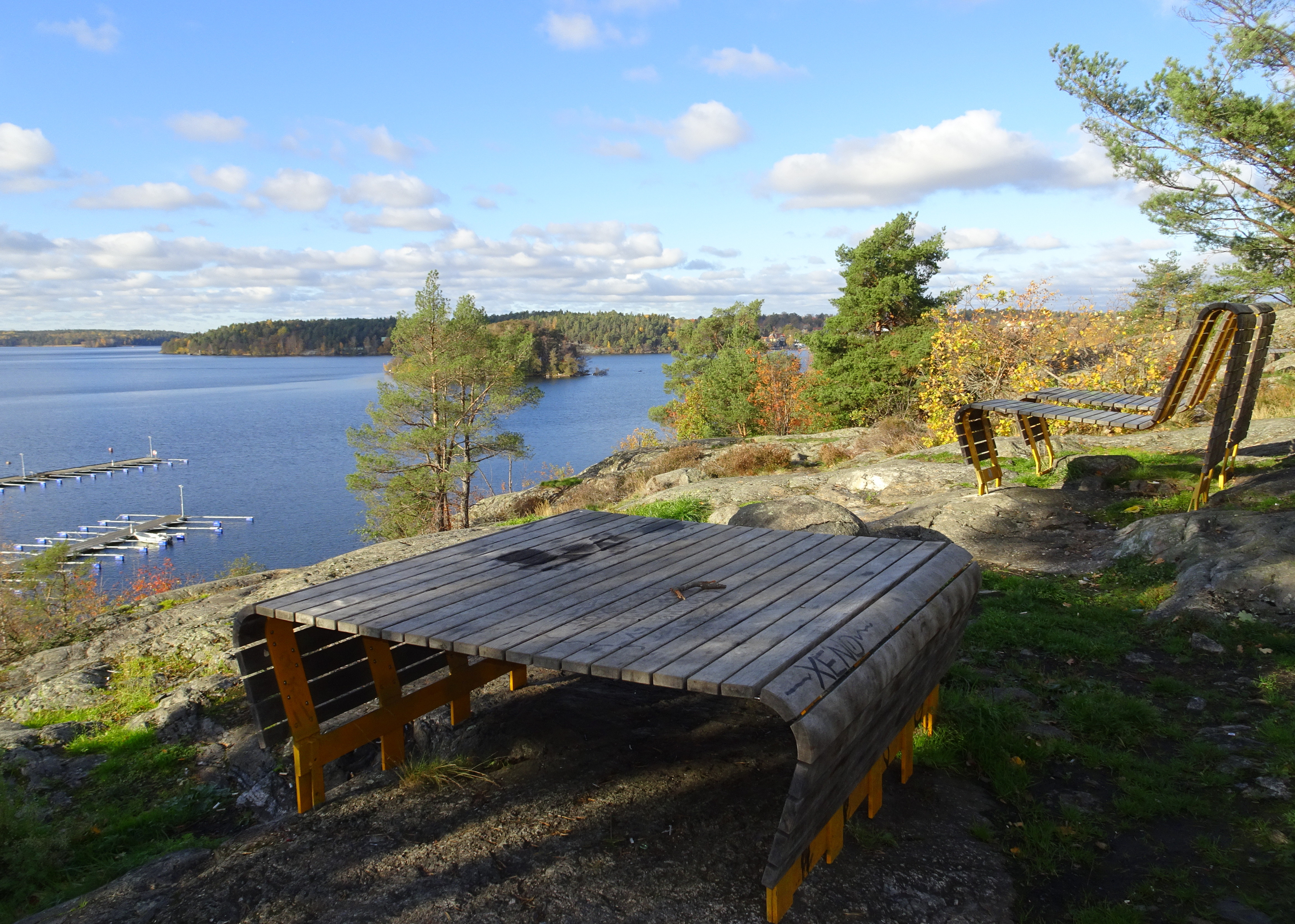
Utsiktsplats på berget.